# رمی فورتیس
رمی فورتیس (به عبری: רמי פורטיס)-که به اختصار فورتیس هم گفته می‌شود- خوانندهٔ راک اسرائیلی است. او بیشتر به‌عنوان یکی از هنرمندان پیشرو اسرائیلی در ژانر پانک شناخته شده‌است گرچه شهرت‌اش را مدیون اشعار اعتراض‌آمیز و حرکات‌اش بر روی سِن نیز هست.
فورتیس که زادهٔ ۷ ژوئیه ۱۹۵۴ در تل‌آویو است تبار عراقی/ایتالیایی دارد. او در سال ۱۹۷۳ در جنگ یوم کیپور شرکت داشت و در سال ۱۹۷۵ به‌عنوان نورپرداز گروه راک تموز در یکی از تورهای آن‌ها مشغول به‌کار شد. در یکی از کنسرت‌ها و در زمان تنفس، یکی از اعضای گروه، او را برای اجرای یک آهنگ به روی صحنه دعوت کرد. فورتیس ترانهٔ "Incubator" را اجرا کرد که با استقبال تماشاچی‌ها روبرو شد و باعث شد تا پایان تور او چند بار دیگر اجراهایی در میان کنسرت‌های تموز داشته باشد. یکی از همراهان گروه با نام رافی ملول به قدری تحت تاثیر اجرای فورتیس قرار گرفته بود که به او پیشنهاد داد هزینهٔ ساخت و ضبط اولین آلبوم‌اش را تقبل کند.
فورتیس اولین آلبوم‌اش با نام Plonter را در سال ۱۹۷۸ منتشر کرد و تا به‌امروز ۱۰ آلبوم استودیویی دیگر نیز منتشر کرده‌است. او در طول بیش از سه دهه فعالیت موسیقی‌اش علاوه بر آثار تکی‌اش با هنرمندان دیگر نیز همکاری‌هایی داشته که از میان آن‌ها می‌توان از گروه موج نو اسرائیلی مینیمال کامپکت در دههٔ ۱۹۸۰ نام برد.